# Каплан, Виталий Маркович
Вита́лий Ма́ркович Капла́н (род. 13 апреля 1966, Москва) — российский писатель-фантаст и литературный критик, педагог, прозаик, программист.

## Биография
Вспоминал, что большое влияние на него оказал Владислав Крапивин, книги которого он начал читать «лет с 10—11». 
Окончил математический факультет Московского государственного педагогического института имени Ленина, преподавал в школе, работал программистом. Руководитель литературного объединения для подростков «Кот в мешке», редактор отдела культуры православного журнала «Фома».
Первая публикация в 1997 (рассказ «В два хода», первое место в конкурсе «Альтернативная реальность» журнала «Если»). Публиковал рассказы, повести, статьи о фантастике в журналах «Новый мир», «Уральский следопыт» и др. Отдельно изданы книга прозы «Корпус» (2002), роман «Круги в пустоте» (2002), роман «Струна» (2006, в соавторстве с Алексеем Соколовым) и роман «Последнее звено» (2008).
Повести «Иной среди Иных» (2012), «Масть» (2016) (обе входят в межавторский цикл Дозоры).
Лауреат премии «Старт» за роман «Корпус».